# Никита (Стягов)
Архиепи́скоп Ники́та (в миру Николай Гаврилович Стягов; 9 (21) ноября 1867, Псков — 6 августа 1936, Боровичи) — епископ Русской православной церкви, архиепископ Боровичский.

## Биография
Окончил духовную семинарию.
28 ноября 1889 года рукоположён во священника. Позже был возведён в сан протоиерея.
Его судьба была тесно связана с митрополитом Арсением (Стадницким), с которым Николай Стягов познакомился ещё во Пскове и последовал за ним в Новгород, куда тот получил назначение. Свыше десяти лет служил ключарём Новгородского Софийского собора и был регентом архиерейского хора. Знавшие его говорили, что он характер имел спокойный и выдержанный, никогда не раздражался. Новгородское духовенство за его умение умиротворять суровый характер владыки Арсения называли его «громоотводом» и «доброхотом». Составил «Спутник псаломщика».
В 1919 году был арестован. 7 марта 1919 года приговорён к 6 месяцам тюремного заключения.
В 1920 году арестован Новгубсудом по обвинению в «тайном осмотре мощей в Софийском соборе без уведомления надлежащих органов Соввласти до их официального открытия». Приговорён к 3 годам лишения свободы условно.
Был вдовцом, имел двух дочерей.
23 апреля 1923 года, принял монашеский постриг и получил назначение в Боровичи в качестве викарного епископа Новгородской епархии.
6 (19) декабря 1923 года хиротонисан во епископа Боровичского, викария Новгородской епархии. В докладе на имя Патриарха Тихона, составленный по поручению Преосвященного Серафима, епископа Крестецкого, временно управляющего
Новгородской епархией, М. Михайловским от 8 мая 1924 года, отмечалось: «Преосвященный Никита Боровичский долго жил в Новгороде после хиротонии по независящим от него обстоятельствам, теперь получил массу приглашений из Боровичей и уезда о признании его власти и выехал в Боровичи, где принят с триумфом — а Боровичи были одним из центров обновленцев в
Новгородской епархии, они туда перенесли и Епархиальное управление. Там бывает и особый обновленческий архиерей, б. протоиерей г. Демянска — Михаил Смелков, называющий себя Боровичским и Демянским — уже дважды его приезды кончились очень плачевно для него, да и Демянский уезд, по сообщению управляющего канцелярией Преосвященного Серафима по делам Демянского уезда — протоиерея Модеста Белина — не признает Смелкова за епископа, за исключением небольшой кучки демянских граждан — части причта собора и священника с. Сухая Нива Озерова — ставленника епископа Александра. Таким образом, наезды Смелкова не могут повредить православию, и если Преосвященный Никита, в бытность свою протоиереем очень склонный ко всяким невозможным компромиссам с обновленцами, будет верен теперешним своим заявлениям о безусловной преданности Православию и Вашему Святейшеству, то Боровичи можно считать обеспеченными за Православием».
Деятельность его проследить практически невозможно, так как значительная часть его канцелярии была конфискована сотрудниками ОГПУ и в дальнейшем утрачена.
В июне 1927 года был арестован. Привлечён к суду в составе группы 26 обвиняемых. С епископа была взята подписка о невыезде. Обвинялся в том, что «являлся ярым сторонником и защитником царизма, а сейчас — чуждый и социально опасный элемент, могущий оказывать влияние на рабоче-крестьянскую массу». В итоге дело было прекращено за недоказанностью состава преступления, подписка о невыезде отменена.
В 1934 году викариатство было преобразовано в самостоятельную епархию. 27 декабря того же года возведён в сан архиепископа.
Скончался 6 августа 1936 года. Погребён на старом кладбище г. Боровичи, при Успенской церкви.